# Гусейнзаде, Рафига Абдул Ага кызы
Рафига Абдул Ага кызы Гусейнзаде (род. 1952, Баку) — азербайджанский ученый, награжденная орденом «Слава», кандидат геолого-минералогических наук, почетный член Общества геологов-нефтяников Азербайджана (с 2023 года). С 2020 года является председателем Инициативе охраны окружающей среды Каспийского региона, а с 2011 по 2023 годы занимала должность вице-президента по экологии Государственной нефтяной компании Азербайджанской Республики (ГНКАР), став первой женщиной-вице-президентом ГНКАР.

## Личная жизнь
Рафига Гусейнзаде родилась в 1952 году в Баку. В 1974 году окончила факультет «Разведка и разработка нефтяных и газовых месторождений» Азербайджанского института нефти и химии, получив диплом инженера-геолога. С 1975 по 1985 год была аспиранткой и научным сотрудником института. В 1981 году она защитила кандидатскую диссертацию на тему «Геохимическая характеристика нефтегазовых месторождений Нижнего Курьяни» по специальности геолого-минералогические науки.
Замужем за Чингизом Гусейнзаде, вице-президентом Национального олимпийского комитета Азербайджана.

## Академическая карьера
С 1985 по 1999 год Гусейнзаде работала в лаборатории Азербайджанского государственного университета, занимая должности научного сотрудника, старшего научного сотрудника и заведующей лабораторией. В 1997 году она работала в Хьюстонском центре передовых исследований в Хьюстоне, США (по приглашению компании Тексако), а также в исследовательских центрах компаний Геолаб и Статойл в Тронхейме, Норвегия.
С 2001 года продолжает свою научную деятельность в качестве доцента кафедры минеральные ресурсы Бакинского государственного университета (БГУ). Является автором около 70 статей и научных работ.
Рафига Гусейнзаде совместно с Камалом Мустафаевым является изобретателем «системы моделирования нефтяных залежей», которая была запатентована Агентством интеллектуальной собственности Азербайджанской Республики в 2020 году. Она также является соавтором четырех книг, изданных издательством Senate Publishing House в Великобритании совместно с лордом Дэвидом Эвансом: первого и второго изданий книги «Откройте для себя Азербайджан» (2015 и 2016 годы), книги «100-летие сотрудничества Азербайджан-Великобритания» (2019) и книги «Возрождение Карабаха» (2023).
Она организовала семь мероприятий в Палате лордов Великобритании на тему «Сотрудничество Азербайджана и Великобритании в области энергетики и охраны окружающей среды».
В 2023 году Рафига Гусейнзаде была избрана почетным членом Общества геологов-нефтяников Азербайджана.

## Карьера
С 1999 по 2011 год Гусейнзаде занимала должность генерального директора ООО «Азлаб», компании, созданной ГНКАР. В 2011 году распоряжением президента Азербайджана Ильхама Алиева она была назначена вице-президентом ГНКАР по экологии, став первой женщиной на посту вице-президента компании.
В качестве вице-президента ГНКАР по экологии Гусейнзаде руководила рядом проектов: в 2012 году — проектом по сбору попутного газа на нефтегазодобывающих объектах Нефтяные Камни и «28 Мая»; в 2013 году — проектом с BP по сбору газа, который более 20 лет сжигался на платформе «Чираг», и его транспортировке в основную газовую сеть; в 2015 году — проектом с BP по созданию крупнейшего в регионе Центра по управлению отходами; а начиная с 2014 года — проектом по улавливанию 2 млрд м³ попутного газа в год для использования в бытовых целях, который ранее сжигался в течение более 20 лет. С 2015 по 2020 год она также руководила проектом «Национально определенные меры по смягчению изменений для секторов с низким уровнем углеродных выбросов в Азербайджане», реализованным в партнерстве с Программой развития ООН. В рамках этого проекта ежегодно на объекте «Сиязаннефть» улавливалось 7 млн м³ попутного газа, что способствовало предотвращению вырубки лесов.
В должности вице-президента ГНКАР она была членом руководящего комитета партнерства Всемирного банка «Глобального партнерства по сокращению сжигания газа» (GGFR) и принимала участие в заседаниях в Лондоне (2016), Париже (2017) и снова в Лондоне (2020). Она также представляла ГНКАР как член руководящего комитета на встречах по инициативе «Руководящие принципы по снижению выбросов метана», созданной BP, Eni, Equinor, ExxonMobil, Shell, Total и Wintershall, которые проходили в Париже (2019) и Лондоне (2020).
В 2018 году она возглавила проект «Обнаружение и устранение утечек» в партнерстве с норвежской компанией «Carbon Limits», который позволил сократить выбросы на 21 000 тонн эквивалента CO₂ в рамках операций ГНКАР. Этот проект принес прибыль в размере 3 миллионов евро и стал первым проектом в Азербайджане, который позволил продавать углеродные кредиты.
В 2020 году она инициировала и возглавила «Инициативу охраны окружающей среды Каспийского региона», региональную организацию, созданную в партнерстве с BP, КазМунайГаз, Equinor Absheron AS и Total E&P Absheron B.V.
Гусейнзаде возглавляла делегацию ГНКАР на конференции COP26, которая прошла в Глазго, Великобритания, с 31 октября по 12 ноября 2021 года. Она также была единственным представителем ГНКАР, выступившим на сессии «Энергетический переход — путь к углеродной нейтральности через сокращение выбросов углеводородных топлив и метана: пути, вызовы, временные рамки», прошедшей в Баку в рамках 8-го министерского совещания Консультативного совета по Южному газовому коридору 4 февраля 2022 года.

## Награды и почести
- Почетное звание «Заслуженный инженер Азербайджанской Республики» распоряжением президента Ильхама Алиева.
- 2012 — медаль «Прогресс» распоряжением президента Ильхама Алиева за заслуги в развитии нефтяной промышленности Азербайджана[18].
- 2012 — высшая награда от инициативы GGFR Всемирного банка за проект по сбору попутного газа на нефтегазовых объектах Нефтяные Камни и «28 Мая»[11].
- 2015 — высшая награда от инициативы GGFR Всемирного банка за сокращение сжигания газа на нефтяном месторождении Азери-Чираг-Гюнешли[11].
- 2016 — награда от президента BP Гордона Биррелла за эффективное сотрудничество по совместным экологическим проектам с BP.
- 2017 — награда президента BP Гэри Джонса за значительное сокращение сжигания газа на нефтяном месторождении Азери-Чираг-Гюнешли.
- 2018 — награда от председателя GGFR Риккардо Пулити за участие в сокращении сжигания попутного и фреонового газа в Азербайджане и успешное сотрудничество с организацией GGFR Всемирного банка.
- 2018 — «Награда за совместные достижения» Палаты лордов Парламента Великобритании за вклад в сокращение углеродных выбросов и защиту окружающей среды[19].
- 2023 — орден «Слава» распоряжением президента Ильхама Алиева за вклад в развитие нефтяной промышленности Азербайджана[1].